# Slag bij Mansura
De Slag bij Mansura vond plaats op 16 mei 1864 in Avoyelles Parish Louisiana tijdens de Amerikaanse Burgeroorlog.

## Achtergrond
Na de Slag bij Mansfield en de Slag bij Pleasant Hill trokken de Noordelijke eenheden onder leiding van generaal-majoor Nathaniel P. Banks zich terug via de Red River. De Zuidelijke eenheden onder leiding van generaal-majoor Richard Taylor probeerden de Noordelijken op zijn minst te vertragen en indien mogelijk te vernietigen. De Noordelijken passeerden langs Fort De Russy, die ze enkele maanden voordien hadden ingenomen, bereikten daarna Marksville, Louisiana en marcheerden vandaar verder in oostelijk richting. Taylor stelde zijn troepen op bij Mansura in een open prairie bij de drie wegen waarlangs Banks diende te passeren. Taylor hoopte de vijand te kunnen decimeren met zijn artillerie.

## De slag
In de vroege ochtend van 16 mei naderden de Noordelijke eenheden de Zuidelijke stellingen. De schermutselingen begonnen zeer snel. Na een vier uur durend artillerieduel maakten de Noordelijke zich op om de vijandelijke flank aan te vallen. Hierop trokken de Zuidelijken zich terug waarna de Noordelijken verder marcheerden richting Simmsport, Louisiana.